# Škoda 16T
Škoda 16T (obchodní název Elektra) je česká pětičlánková nízkopodlažní tramvaj vyráběná v letech 2006 a 2007 firmou Škoda Transportation pro Vratislav. Design vozu navrhla společnost Porsche Design Group, dceřiná firma automobilky Porsche.

## Konstrukce
16T je jednosměrný šestinápravový motorový částečně nízkopodlažní tramvajový vůz. Skládá se z pěti článků, které jsou spojené klouby a krycími měchy. Na pravé straně vozové skříně se nachází šestery předsuvné dveře (čtvery dvoukřídlé, dvoje jednokřídlé).
Konstrukčně vychází tramvaj 16T především z typu 05T. Některé prvky (mj. i design) jsou odvozeny od tramvaje 14T. První, třetí a pátý článek je posazen na podvozcích, druhý a čtvrtý je zavěšen mezi okolní články. Podíl nízké podlahy (350 mm nad temenem kolejnice) dosahuje 65 %. Rozdíl ve výšce nízkopodlažní a vysokopodlažní části vyrovnává jeden schod. Elektrická výzbroj tramvaje je umístěna na střeše.
Dopravní podnik ve Vratislavi podepsal v roce 2020 s varšavskou firmou SAATZ smlouvu na komplexní modernizaci všech vozů 16T. Rekonstrukcí má projít mechanická část vozidel a interiér, tramvaje rovněž získají odlišný vzhled. První modernizovaný vůz byl představen v březnu 2021, úprava všech vozidel má být dokončena do května 2022.

## Dodávky tramvají
V letech 2006 a 2007 bylo vyrobeno celkem 17 vozů.
| Současný stát | Město     | Článek | Roky dodávek | Počet vozů | Evidenční čísla při dodání | Poznámky | Zdroj       |
| ------------- | --------- | ------ | ------------ | ---------- | -------------------------- | -------- | ----------- |
| Polsko        | Vratislav | článek | 2006         | 1          | 3001                       |          | [ 4 ] [ 5 ] |
| Polsko        | Vratislav | článek | 2007         | 16         | 3002–3017                  |          | [ 4 ] [ 5 ] |